# Клеопатра Селена I
Клеопатра Селена I (грч. Κλεοπάτρα Σελήνη, убијена 69. године п. н. е.) била је ћерка Птолемеја VIII Фискона и његове братичине Клеопатре III. Касније је удата за брата Птолемеја IX Латира, а након тога, била је супруга чак тројице владара из династије Селеукида.
Првобитно се звала само Селена, а владарско име Клеопатра узеле је када се, по налогу мајке Клеопатре III, удала за Птолемеја IX Латира 115. године пре наше ере. За разлику од већине птолемејских краљица, Клеопатра Селена није била проглашена за савладарку свог мужа. Птолемеју Латиру родила је Беренику III и још два сина, при чему су обојица носили династичко име Птолемеј. Могуће је да је међу њиховим синовима био Птолемеј XII Аулет.
Услед династичких сукоба 107. године Птолемеј Латир и његова породица морали су да напусте Египат и склоне се на Кипар. Птолемеј Латир је тамо окупио војску и отишао у јужну Сирију одакле је желео да нападне Египат. Клеопатра III је пак склопила савез са једним од завађених селеукидских краљева, Антиохом VIII Грипом. Тада је, зарад интереса своје мајке, Клеопатра Селена удата за Антиоха Грипа, који је био удовац.
У Сирији је грађански рат између Антиоха Грипа и његовог полубрата Антиоха IX Кизичког трајао дуго и исцрпео је Селеукидско царство. Антиох VIII је 96. п. н. е. убијен у Антиохији, Антиох IX је тада узео Клеопатру Селену за жену. Међутим, овај брак није трајао дуго пошто је већ 95. п. н. е. Антиох погинуо у борби са Селеуком IV Епифаном, старијим сином Антиоха VIII Грипа. На крају, Клеопатра Селена се удала за свог пасторка Антиоха X Еусеба, сина Антиоха VIII и Клеопатре IV. У овом браку Клеопатра Селена је родила два сина од којих је један био будући Антиох XIII Азијски.
Клеопатра Селена је 90. или 83. године п. н. е. остала удовица по трећи пут, а када је 80. године п. н. е. у Александрији убијен Птолемеј XI Александар II она је остала једини легитимни представник династије Птолемејида. Александринци су изабрали за краља Птолемеја XII Ауелета, који је највероватније био незаконити син неког од птолемејских краљева. Клеопатра Селена је тада упутила своја два сина у Рим да затраже подршку римског сената у освајању египатског престола, али су се младићи вратили две године касније необављеног посла. Најзад, јерменски краљ Тигран Велики је 69. заузео град Птолемејиду, опљачкао град и одвео Клеопатру Селену у заробљеништво. Стара краљица је убрзо убијена у Селеукији. Њен син Антиох XIII покушао је да уједини старе селеукидске поседе, али је Сирија већ 63. године п. н. е. претворена у римску провинцију.